# Gubba
Gubba (in arabo القبة‎?, al-Qubbah) è una città della Libia settentrionale, nella regione della Cirenaica, nel distretto di Derna, la più popolata tra Derna e Beida.
La città si trova nella zona montuosa del Gebel al-Akhdar, a 500 metri di altitudine e circa 12 km dalla costa del Mediterraneo.

## Storia
Gubba sorge oggi dove, nel 1933, durante la colonizzazione italiana della Libia, venne costruito dal governo italiano, tramite l'Ente Colonizzazione della Libia (ECL), il Villaggio agricolo Berta, dedicato all'attivista fascista Giovanni Berta, ucciso in Italia nel 1921.
Il comprensorio del villaggio si estendeva per circa 20.000 ha, e vi venivano coltivati cereali, leguminose, viti, olivi, mandorli.
Dal 1983 al 1987 e dal 2001 al 2007 Gubba è stata capoluogo dell'omonimo distretto.
Il 20 febbraio 2015 in città si è verificata l'esplosione di tre autobombe, che hanno causato 47 morti e 80 feriti, guidate da kamikaze libici e sauditi; l'azione è stata rivendicata dallo Stato Islamico come vendetta per i bombardamenti egiziani su Derna.